# La ragazza del futuro (serie televisiva 1993)
La ragazza del futuro (The Girl from Tomorrow Part II: Tomorrow's End) è il seguito diretto della serie televisiva australiana omonima trasmessa a partire dal 1992 sulla rete Nine Network. In Italia la serie ha mantenuto lo stesso titolo della prima, perché entrambe vennero trasmesse come serie unica.

## Trama
Alla fine della serie precedente, Jenny Kelly è stata gravemente ferita nella lotta finale con Silverthorn per la Capsula del tempo, ed è stata portata nell'anno 3000, per essere guarita lì. La storia inizia un mese dopo, gli scienziati si rendono conto che i loro esperimenti sul viaggio nel tempo sono andati male e che hanno modificato il corso della storia. Essi devono inviare Jenny e Silverthorn ai loro rispettivi tempi, al fine di ripristinare la linea temporale. Silverthorn, dopo aver finto rimorso per i suoi crimini, ruba le istruzioni per costruire la porta del tempo inventata dallo scienziato Bruno. Con Silverthorn e Jenny riportati nel loro tempo, Alana e Lorien (Catherine McClements) ritornate nell'anno 3000, scoprono che si tratta di un deserto radioattivo: il grande disastro ha distrutto sia l'emisfero meridionale che l'emisfero settentrionale. Tornate al 2500, scoprono che quel periodo non è stato alterato, e si rendono conto che Silverthorn deve aver fatto qualcosa nel 2500 che ha cambiato la storia che ha portato al Grande Disastro. Al fine di ripristinare la linea temporale, Alana e Lorien deve scoprire la causa del grande disastro, e prevenirlo.
L'anno 2500 è inquinato ed è governato dalla dispotica polizia conosciuta come GlobeCorp diventati i padroni del mondo, e la maggior parte delle persone vive nello squallore. L'acqua pulita e il cibo incontaminato sono difficili da trovare, mentre l'élite si gode la vita in confortevoli grattacieli, e gli alti dirigenti vivono in una colonia sulla Luna.
Con l'aiuto di Jenny e Nick, Alana deve cercare la causa del grande disastro, mentre cerca di sfuggire alla cattura da parte dei GlobeCops e del nuovo cattivo Draco. Essi devono anche trovare un modo per fermare il piano Silverthorn di trasportare l'acqua dal 1990 all'anno 2500, utilizzando la porta del tempo.

## Personaggi
- Alana (12 episodi), interpretata da Katharine Cullen.
Ragazza quattordicenne proveniente dall'Australia dell'anno 3000. I suoi genitori abitano su Titano, una luna di Saturno, ed è stata mandata sulla Terra per completare la sua istruzione nell'uso del Trasduttore, una specie di dispositivo a onde energetiche create dalla mente di chi lo indossa, e poter diventare così una Guaritrice. Ha un carattere riflessivo ma è anche molto determinata, nonostante all'inizio sia spaventata e intristita da tutto ciò che vede nell'Australia del 1990 (guardando un telegiornale, ha una crisi di pianto e si chiede come mai gli uomini possano essere così crudeli tra di loro). Ha con sé un piccolo computer portatile chiamato "PJ", che ha forma di bracciale e che può compiere imprese decisamente impossibili per il presente (come violare i sistemi di sicurezza dei computer governativi o prelevare soldi da un bancomat senza carta di credito) ma comunissime per la gente del 3000. Sulla sua tempia sinistra ha disegnati tre puntini neri: è questo un marchio che indica che la ragazza è abbastanza matura per usare il trasduttore.
- Jenny Kelly (12 episodi), interpretata da Melissa Marshall.
Adolescente punk del 1990 in piena fase di ribellione, capelli viola sempre spettinati, Jenny è figlia di genitori separati e si è trasferita da poco a Sydney. Alle volte si rilassa suonando, non proprio bene, una batteria che ha in camera sognando di suonare un giorno in una band. È lei la prima ragazza con cui Alana viene a contatto. Inizialmente incredula, diventerà la sua migliore amica insegnandole tutti gli usi e i costumi della sua epoca. All'inizio sembra annoiata da tutto e tutti, ma dopo l'arrivo di Alana la vita prenderà una piega migliore. Quando non suona e non è a scuola, aiuta la madre nel negozio di famiglia.
- Petey Kelly (12 episodi), interpretato da James Findlay.
Il fratellino di Jenny. Ha 9 anni. Adora in modo smisurato i generi horror e fantascienza, e si è addirittura inventato un personaggio chiamato "Capitan Zero, il poliziotto spaziale", dotato di un costume fatto ad hoc e costruendosi una vera e propria base nel ripostiglio della casa. Appena scopre che Alana è una viaggiatrice del tempo, diviene affascinato da tutto quello che Alana sa della sua epoca. E l'ammirazione aumenta quando Alana fa vedere PJ e il trasduttore. Affascinato da quest'ultimo, Petey lo prende per "testarlo" su dei bulletti che lo vessano costantemente a scuola, rischiando però di trasformare lo scherzo in una tragedia. Il suo nome completo è Peter Michael Francis Kelly.
- James Rooney (12 episodi), interpretato da Andrew Clarke.
Il professore di scienze di Jenny. Quarant'anni circa, corporatura media slanciata, James è adorato da tutte le studentesse del liceo di Jenny. Inoltre, ha un paio di occhiali che ne aumentano il fascino. Inizia ad interessarsi alla famiglia Kelly quando Jenny porta a scuola Alana, rimanendo inizialmente colpito e allo stesso tempo affascinato dalle risposte che la ragazza dà alle sue domande (per esempio, dice che i sensi dell'uomo non sono cinque ma addirittura tredici, elencandoli uno per uno). Sente un sentimento profondo per Irene Kelly e appena scopre il segreto di Alana, fa tutto il possibile per aiutare la ragazza a tornare nella sua epoca.
- Irene Kelly (12 episodi), interpretata da Helen O'Connor.
Madre di Jenny e Petey e proprietaria del negozio di alimentari "Kelly Deli", si è separata dal marito e si è trasferita a Sydney. Come molte altre madri, ha un carattere abbastanza protettivo nei confronti dei suoi figli ed è la prima a farsi avanti ogni volta che Silverthorn minaccia di ucciderli. Appena porta Alana a iscriversi al liceo di Jenny, conoscerà il professor James Rooney, di cui presto si innamorerà.
- Silverthorn (11 episodi), interpretato da John Howard.
Guerriero fuorilegge dell'anno 2500, Silverthorn è tanto violento quanto astuto: può infatti essere gentile e generoso con le persone, ma questo è solo un modo per ottenere ciò che vuole. Rapisce Alana e la porta nel 1990, nella speranza di controllare il passato ed essere così il padrone del mondo. Diventerà molto ricco nel 1990, ma nella seconda serie i suoi piani non andranno come lui sperava.
- Eddie (11 episodi), interpretato da Miles Buchanan.
Giovane sbandato che si ritrova a diventare il factotum di Silverthorn grazie alle ricchezze accumulate da quest'ultimo con i soldi fatti alle corse dei cavalli, Eddie è considerato un po' "la linea comica", la spalla di Silverthorn. Dopo che Silverthorn sarà tornato nella sua epoca, Eddie rimarrà con tutti i suoi soldi investendoli in un'attività di installazione di piscine.
- Signora Bloomington (5 episodi), interpretata da Doreen Warburton.
Cliente affezionata del "Kelly Deli", è una signora sui sessant'anni dal carattere molto snob che gira in compagnia del suo fedele cagnolino. Ha sempre da ridire sui modi di fare di Jenny (chiamandola sempre "Jennifer") rimanendo spiazzata quando la ragazza trova sempre il modo di risponderle.
- Ava (2 episodi), interpretata da Pauline Chan.
Suprema Consigliera dell'Australia dell'anno 3000, è a lei che tutti fanno capo per le loro questioni. Inoltre, è a lei che Silverthorn si rivolge durante la sua prima apparizione.
- Bruno (2 episodi), interpretato da Monroe Reimers.
Un ingegnere dell'anno 3000 nonché l'inventore della Macchina del Tempo. Durante la seconda serie, inventerà anche un altro dispositivo in grado di spalancare i cancelli del tempo e lo chiamerà "Porta del Tempo".
- Nik, interpretato da Jeremy Scrivener.
Ragazzo quindicenne dell'anno 2500, appare solamente nella seconda stagione durante il soggiorno di Alana e Jenny nel Ventiseiesimo Secolo. Nick aiuterà in diverse occasioni Alana e Jenny ed inoltre avrà modo di viaggiare indietro nel tempo fino al 1990, rimanendo letteralmente affascinato da tutte le tecnologie dell'epoca. Ha una nonna, Maeve, che altri non è che l'inventrice dei primi trasduttori.
- Lorien, interpretata da Catherine McClements.
Lorien è una tutrice di Alana nonché l'assistente di Bruno nel progetto della Macchina del Tempo. Appare nella seconda serie. Nel 2500, verrà catturata dai GlobeCops e sottoposta alla "Camera di Modificazione", una sorta di macchina che fa un lavaggio completo del cervello alle persone arrestate portandole allo stato catatonico.
- Vance, interpretato da Paul Sonkkila.
Comandante dei GlobeCops, la polizia della GlobeCorp, e assistente personale di Draco.
- Draco, interpretato da Marshall Napier.
Il direttore della GlobeCorp, una corporazione che è diventata padrona dell'intero pianeta. Draco ha un sogno perverso: vuole schiacciare gli altri leader della GlobeCorp in modo da poterla controllare da solo. Si servirà di Silverthorn per i suoi piani.

## Episodi
| Episodio | Titolo                       |
| -------- | ---------------------------- |
| 1        | A Time Without Vegemite      |
| 2        | The End of Everything        |
| 3        | The Other Alana              |
| 4        | The Time Gate                |
| 5        | Sucked into the Future       |
| 6        | The Grandmother of Invention |
| 7        | Escape from GlobeCorp        |
| 8        | A Chase Through Time         |
| 9        | Showdown at 'Eddie's Pools'  |
| 10       | In the Nik of Time           |
| 11       | The Great Disaster Begins    |
| 12       | Kings of the Dinosaurs       |